# Infinity Ward
Infinity Ward (vaak afgekort tot IW) is een computerspelontwikkelaar gevestigd in Encino, Californië. Het bedrijf werkt exclusief aan de Call of Duty-serie. Sinds 2003 is Infinity Ward eigendom van Activision Blizzard, die alle spellen van Infinity Ward tot nu toe heeft uitgegeven. 

## Ontwikkelde spellen
| Release | Titel                          | Platform                                                         | Noot                                   |
| ------- | ------------------------------ | ---------------------------------------------------------------- | -------------------------------------- |
| 2003    | Call of Duty                   | N-Gage, Mac OS X, Windows                                        |                                        |
| 2005    | Call of Duty 2                 | Mac OS X, Windows, Xbox 360                                      |                                        |
| 2007    | Call of Duty 4: Modern Warfare | Mac OS X, PlayStation 3, Wii, Windows, Xbox 360                  |                                        |
| 2009    | Call of Duty: Modern Warfare 2 | PlayStation 3, Windows, Xbox 360                                 |                                        |
| 2009    | Call of Duty: Classic          | PlayStation 3, Xbox 360                                          |                                        |
| 2011    | Call of Duty: Modern Warfare 3 | PlayStation 3, Wii, Windows, Xbox 360                            | In samenwerking met Sledgehammer Games |
| 2013    | Call of Duty: Ghosts           | PlayStation 3, PlayStation 4, Windows, Wii U, Xbox 360, Xbox One |                                        |
| 2016    | Call of Duty: Infinite Warfare | PlayStation 4, Windows, Xbox One                                 |                                        |
| 2019    | Call of Duty: Modern Warfare   | PlayStation 4, Windows, Xbox One                                 |                                        |

## Geschiedenis
Infinity Ward werd opgericht door Grant Collier, Vince Zampella en Jason West, allemaal oud-werknemers van 2015, Inc. die aan Medal of Honor: Allied Assault hebben gewerkt. Later zou de Medal of Honor-serie tegenhanger worden van de Infinity Ward-spellen. Zij trommelden ongeveer twintig werknemers van 2015, Inc. op om bij Infinity Ward te komen werken. Alle originele werknemers hebben aan Medal of Honor: Allied Assault meegewerkt.
Activision, in reactie op het succes van Allied Assault uitgegeven door concurrent Electronic Arts, vroeg om samenwerking met Infinity Ward. In 2003 kondigden ze een nieuwe serie aan, Call of Duty. Activision had niet het plan om maar één spel te maken, maar om Call of Duty een merk te laten worden. Het eerste Call of Duty-spel was een groot succes. Infinity Ward kreeg de opdracht om in twee jaar het volgende spel af te hebben terwijl ondertussen andere bedrijven ook aan de serie zouden werken, zoals Spark Unlimited dat Call of Duty: United Offensive zou ontwikkelen. In 2005 kwam als gepland Call of Duty 2 uit.
In 2005 begon Infinity Ward meteen met de productie van een nieuwe Call of Duty. Omdat de setting van Tweede Wereldoorlog steeds minder geliefd werd kon Infinity Ward ervoor kiezen om de setting naar het heden te verplaatsen of naar de toekomst. Na overleg kozen de ontwikkelaars voor de moderne setting in tegenstelling tot Call of Duty's andere tegenhanger, Battlefield, die voor een futuristische setting koos met het spel Battlefield 2142. Dit derde spel van Infinity Ward genaamd Call of Duty 4: Modern Warfare zou een groot succes worden met dertien miljoen verkochte exemplaren in mei 2009.

### Leegloop
Op 1 maart 2010 werden de president, Jason West, en co-president, Vince Zampella, van Infinity Ward ontslagen door Activision nadat beide partijen het na enkele gesprekken niet eens konden worden. Toen de twee bazen ontslagen werden volgde er een leegloop waarin 38 werknemers vrijwillig ontslag indienden. Op 26 maart 2012 vertrok de creative strategist en community manager voor Infinity Ward, Robert Bowling, het bedrijf. Bowling was als community manager het gezicht van Infinity Ward, de reden van zijn ontslag is niet bekend.
De reden van het ontslag van West en Zampella is niet duidelijk. Volgens West en Zampella heeft Activision in 2008, toen hun contract afliep, valse beloftes gemaakt om ze nog te laten blijven om Call of Duty: Modern Warfare 2 te maken. Daarna zou Activision de twee hebben ontslagen, waardoor ze de miljoenen dollars aan royalty's voor de game niet aan de twee ontwikkelaars hoefden te betalen. Volgens Activision werden de ontwikkelaars echter ontslagen wegens geheime onderhandelingen die ze zouden hebben gehad met Electronic Arts. De meeste van de voormalige Infinity Ward medewerkers hebben een baan bij het door West en Zampella opgerichte Respawn Entertainment.

#### Rechtszaak
West en Zampella hebben Activision aangeklaagd voor de valse beloftes en het niet uitbetaald krijgen voor hun deel aan het spel en eisen 125 miljoen dollar (± 90 miljoen euro). Aan de andere hand klaagt Activision West, Zampella en Electronic Arts aan omdat de drie met elkaar in gesprek zouden zijn over een samenwerking, toen de twee game-ontwikkelaars nog werkzaam waren bij Activision en eist 400 miljoen dollar van West, Zampella en Electronic Arts (± 290 miljoen euro). Op 7 mei 2012 zou de rechtszaak voorkomen, maar dat is op verzoek van Activision uitgesteld naar 29 mei. Activision vroeg dertig dagen uitstel voor de rechtszaak aan, maar het verzoek is afgekeurd door de rechter. Op 25 mei stelde de rechter, Elihu Berle, zelf de rechtszaak drie dagen uit omdat hij geen geschikte ruimte kon vinden voor de juryselectie.
West en Zampella hebben hun eis van 125 miljoen dollar verhoogd naar 1 miljard dollar. Deze verhoging is het gevolg van de kwartaalcijfers van Activision waaruit West en Zampella concludeerde dat zij alsnog bepaalde bonussen ontvangen voor het maken van Call of Duty: Modern Warfare 2.
Op 15 mei 2012, nog voor de officiële rechtszaak, betaalde Activision 42 miljoen dollar aan de 40 voormalige Infinity Ward-medewerkers. Dit zou alleen om bonusgeld gaan en de ex-medewerkers zetten de rechtszaak door.
Op 17 mei kwamen Electronic Arts en Activision tot een schikking en er volgt geen rechtszaak tussen beide partijen. De rechtszaak tussen Activision en West en Zampella wordt daarentegen wel doorgezet. De dag voor de rechtszaak kwamen beide partijen, Activision en West/Zampella, tot een schikking waarvan de details geheim zijn. Hiermee is de rechtszaak beëindigd.

#### Reload Studios
In juli 2014 kwam het nieuws naar buiten dat weer een aantal werknemers van Infinity Ward ontslag hadden genomen, waaronder de lead artist van Modern Warfare 3 en Ghosts, Taehoon Oh. De nieuwe studio, genaamd Reload Studios, zal zich richten op de ontwikkeling van spellen voor VR-apparaten.